# Марфинка (Калузька область)
Марфинка (рос. Марфинка) — присілок в Мещовському районі Калузької області Російської Федерації.
Населення становить 2 особи. Входить до складу муніципального утворення Залізнична станція Кудринська.

## Історія
Від 2004 року входить до складу муніципального утворення Залізнична станція Кудринська.

## Населення
| 2002 | 2010 |
| ---- | ---- |
| 6    | ↘2   |